# 滕德靈湖

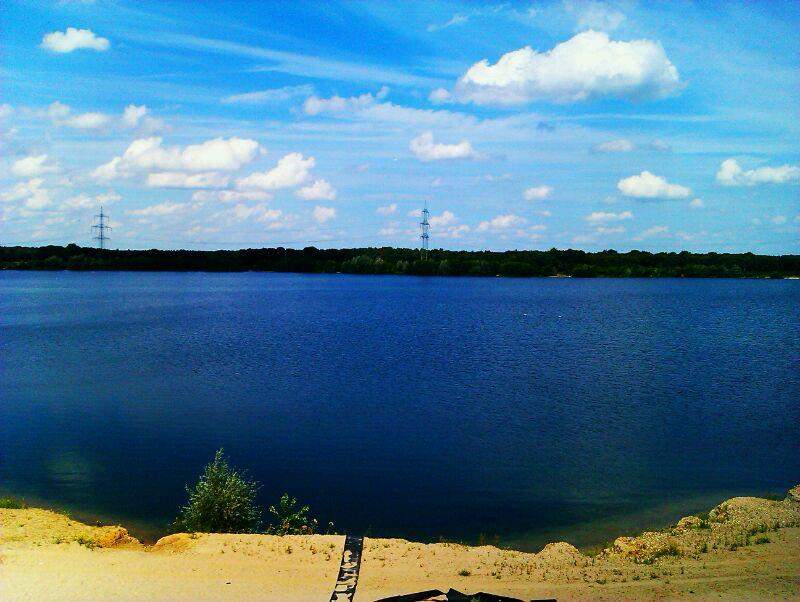

51°35′52″N 6°43′20″E / 51.59771°N 6.72222°E
滕德靈湖（德語：Tenderingssee），是德國的湖泊，位於該國西部，由北萊茵-威斯特法倫州負責管轄，處於韋瑟爾縣，面積0.45平方公里，平均水深9米，最大水深15米，湖岸線長度4.3公里。